# Кудрявцев, Иван Николаевич
Ива́н Никола́евич Кудря́вцев (фин. Ivan Kudrjavzev; 31 марта (13) апреля 1904, Санкт-Петербург, Российская империя — 13 августа 1995, Хельсинки, Финляндия) — советский и финский архитектор, историк архитектуры, педагог. Представитель династии архитекторов Кудрявцевых.

## Биография

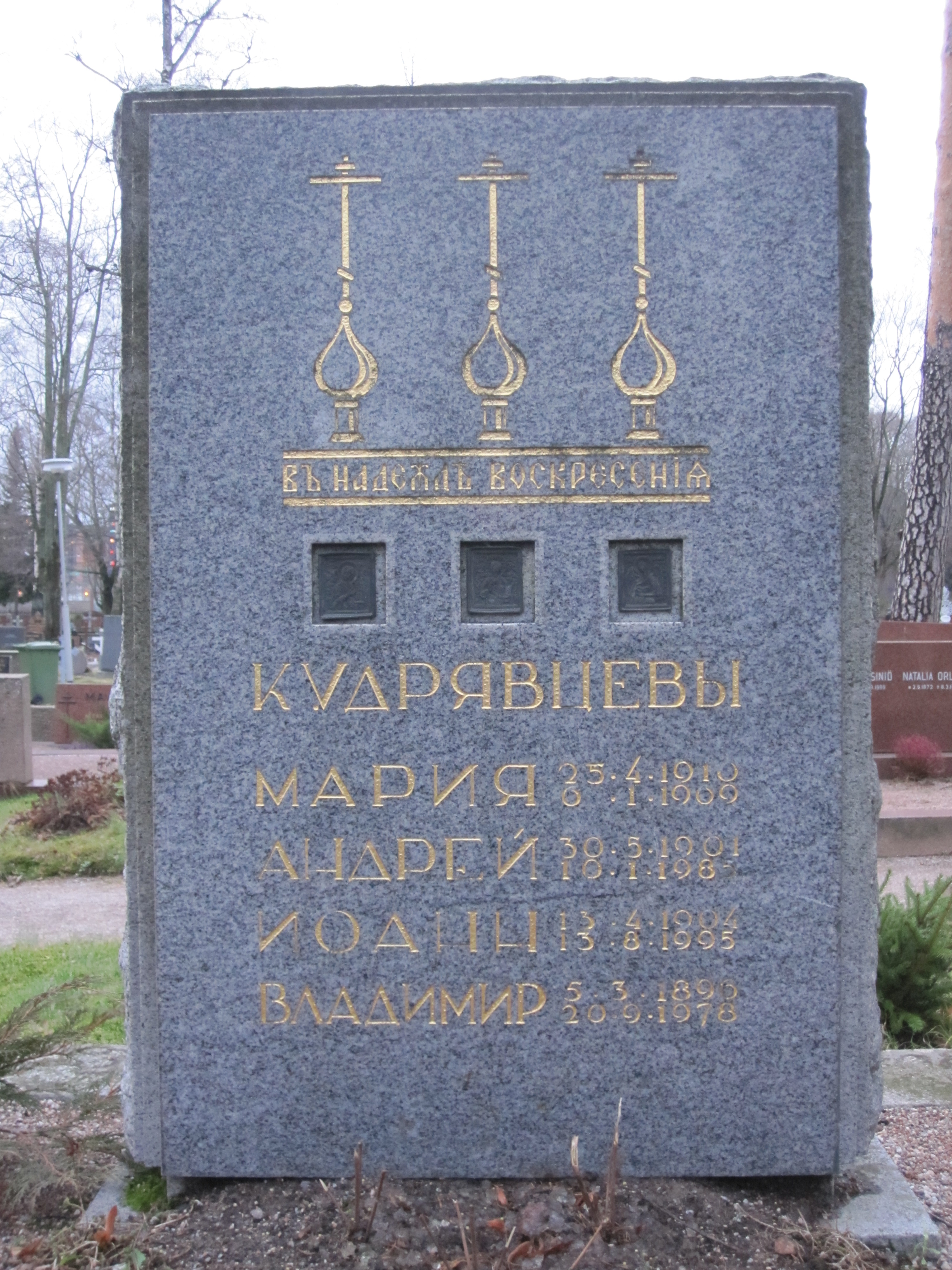
Семейное захоронение Кудрявцевых на православном кладбище Хельсинки

Родился 31 марта (13) апреля 1904 года в Санкт-Петербурге, в семье потомственного архитектора Николая Галактионовича Кудрявцева, строителя Казанского собора в городе Луге. Семья сохраняла финское подданство.
В 1923 году окончил «1-й единую трудовую школу II ступени» в Петрограде и поступил в Архитектурный институт (позднее включен в Академию художеств).
В феврале 1928 года был удостоен звания архитектора за дипломный проект здания Академии художеств и художественно-промышленного техникума.
С 1930 года начал работать во вновь созданном Архитектурном техникуме в Ленинграде, где в течение пяти лет читал курс истории архитектуры и вёл архитектурное проектирование.
В 1931 году был арестован без предъявления обвинений, а после освобождения через полгода вернулся в проектную мастерскую Наркомпочтеля, занимавшуюся проектированием зданий для телефонных станций, почтовых отделений и Домов культуры работников связи. Явился автором проектов зданий Красноармейской и Василеостровской АТС, жилых домов при Выборгской АТС в Ленинграде, Дома связи в Петрозаводске, дома телефонной дирекции, конкурсного проекта аэровокзала. Архитектура сооружений характерна для 1930-х как образец ар-деко — своеобразного симбиоза конструктивистских методов и приемов формообразования, определённо связанных с классической традицией.
В 1938 году был выслан из Ленинграда в Финляндию как подданный этой страны, где обосновался в Хельсинки. Освоив шведский язык (второй государственный), поступил чертежником на службу в фирму «Пауль Буман», занимавшуюся инженерным оборудованием, оформлением и меблировкой интерьеров.
Во время советско-финской войны (1941—1944) был на фронте в финских войсках, а после окончания военных действий продолжил работу в фирме «Пауль Буман». В 1961 году был назначен её директором и проработал в этой должности до 1979 года. По работе находился в командировках за границей, в том числе в СССР.
Уделял много времени заботам по содержанию русского дома престарелых, а с 1967 года возглавлял Русское благотворительное общество в Финляндии.
Свой архив передал в славянское собрание «Slavica» библиотеки Хельсинкского университета.
Скончался 13 августа 1995 года в Хельсинки и похоронен на православном участке кладбища в районе Лапинлахти.

## Творчество
Одной из главных составляющих творческой деятельности в Финляндии стало проектирование (на общественных началах) и строительство православных храмов. По его проектам были сооружены Ильинская церковь на православном кладбище в Хельсинки (1951—1953), Преображенский собор Ново-Валаамского монастыря в Хейнявеси (1975—1977) и храм в городе Ярвенпяа (1979—1980).
В 1965 году разработал эскиз православного храма в Стокгольме, но проект не был реализован. Для архитектуры всех его храмов характерен неорусский стиль, основанный на образах древнего зодчества Новгорода и Пскова. Собор Ново-Валаамского монастыря стал прототипом православной церкви в Брик-Тауне (1998, шт. Нью-Джерси, США, архитектор Б. Беннет).
Руководил реконструкцией и ремонтами церкви в честь Святителя Николая Никольской православной общины и дома Русского благотворительного общества в Хельсинки. Проектировал иконостасы и предметы церковной утвари. Сотрудничал с русскими художниками: образа для Ильинской церкви создавали художники общества «Икона» (длительное время возглавлявший общество Н. И. Исцеленнов). Интерьер храма в Ярвенпяя расписывал Ю. А. Митрошин. В декоре фасадов Ильинской церкви участвовал скульптор-керамист М. Н. Шилкин.
| Город     | Объект                                         | Год  | Фото | Адрес                      | Комментарии                 |
| --------- | ---------------------------------------------- | ---- | ---- | -------------------------- | --------------------------- |
| Хельсинки | Никольская церковь                             | 1938 |      | Tuonelankuja 3, Helsinki   | Реконструкция 1949—1950 гг. |
| Хейнявеси | Преображенский собор Ново-Валаамский монастырь | 1977 |      | Valamontie 42, Uusi-Valamo |                             |
| Ярвенпяа  | Казанская церковь                              | 1979 |      | Kartanontie 45, Järvenpää  |                             |
| Хельсинки | Ильинская церковь                              | 1953 |      |                            |                             |

## Семья
- Прадед — Андрей Минеевич Кудрявцев (1768—1865), плотник, родом из села Николо-Залесья Солигаличского уезда Костромской губернии. Брал подряды в С.-Петербурге, участвуя в строительстве Казанского собора.
- Дед — Галактион Андреевич Кудрявцев (1802—1867), строительный подрядчик, приписанный к городу Вильманстранду, подданный Великого княжества Финляндского; брал большие заказы по строительству в С.-Петербурге и Старой Финляндии (Выборгской губернии). В С.-Петербурге им был выстроен храм святителя Митрофана Воронежского на Митрофаниевском кладбище (архитектор К. А. Тон), в котором на средства семьи Кудрявцевых был устроен самостоятельный придел (1858).
- Бабушка — Евгения Трифоновна Кудрявцева (? — 1907), погребена в семейном склепе близ Луги.
- Дядя — Сергей Галактионович Кудрявцев, архитектор.
- Отец — Николай Галактионович Кудрявцев (2.02.1856—19.07.1941), архитектор, автор многих жилых и промышленных зданий в С.-Петербурге, а также Казанского собора в Луге, Свято-Троицкой церкви в собственном имении близ Луги, здания церковно-приходской школы в Череменецком монастыре. Похоронен в Хельсинки на православном кладбище в районе Лапинлахти[1].
- Брат — Андрей Николаевич Кудрявцев (30.05.1901—10.01.1985), архитектор, священник, настоятель Покровского храма в Хельсинки. Окончил заочный строительный институт, но к защите диплома допущен не был из-за иностранного гражданства. В 1936 году выехал в Финляндию, где работал рабочим на фабрике, а позднее конструктором-расчётчиком. В пенсионном возрасте был рукоположен в священный сан.
- Брат — Михаил Николаевич Кудрявцев. Единственный из семьи в 1920-е годы принял гражданство СССР.